# 32858 Kitakamigawa
32858 Kitakamigawa è un asteroide della fascia principale. Scoperto nel 1993, presenta un'orbita caratterizzata da un semiasse maggiore pari a 3,0565430 UA e da un'eccentricità di 0,0676127, inclinata di 8,66943° rispetto all'eclittica.